# Mai 1968
Cet article concerne l'éphéméride du mois de mai 1968. Pour les évènements de mai-juin 1968, voir Mai 68.

## Évènements
- Au Sahel, les pluies de mousson ne se produisent pas et lors de l'année 1968, les pluies seront inférieures de 17 à 45 % en Mauritanie : c'est le début d'une longue période de sécheresse qui ne s'achèvera réellement qu'en 1988.
- Grèves ouvrières, étudiantes et lycéennes au Sénégal.
- Grève des mineurs en Mauritanie[1].
- Révoltes étudiantes en Amérique, au Japon, au Sénégal et en Europe.
- Contestation étudiante et sociale de « mai 68 » en France. Grève générale et sauvage. Paralysie de l'économie et de l'administration. Manifestation de la gauche de la République à Denfert-Rochereau (de 200 000 à plus d'un million de personnes[2]). La Sorbonne et la faculté de Nanterre et de multiples autres bâtiments sont occupés par les étudiants ainsi que des usines et autres lieux de travail par des ouvriers et employés.
- Le chirurgien Pierre Grondin effectue la première greffe cardiaque du Canada.

- 1er mai[3] : constitution d'une zone de libre-échange (la Carifta) aux Antilles britanniques.

- 2 mai : en Égypte, la population approuve par plébiscite la politique de Nasser : on compte 99,989 % de « oui ».

- 10 mai : ouverture de la Conférence de Paris (fin le 27 janvier 1973) entre les représentants américains et nord-vietnamiens, élargie le 18 janvier 1969 aux deux parties sud-vietnamiennes (Saïgon et le GRP).

- 12 mai : 
  - élection présidentielle au Panama dans un climat exécrable, portant au pouvoir le candidat de l'opposition, le vieux dirigeant populiste Arnulfo Arias.
  - Grand Prix automobile d'Espagne.

- 26 mai (Formule 1) : Grand Prix automobile de Monaco.

- 28 mai (mai 68 en France) : discours de François Mitterrand : Il n'y a plus d'État[4].

- 30 mai (mai 68 en France) : discours de Charles de Gaulle : La France est menacée de dictature[5] et manifestation de soutien au Président sur les Champs-Élysées.

## Naissances
- 1er mai : Seol Kyeong-gu, acteur sud-coréen.
- 2 mai : Pia Laus-Schneider, cavalière de dressage germano-italienne.
- 3 mai : Amy Ryan, actrice américaine.
- 7 mai : Traci Lords, actrice américaine.
- 9 mai : 
  - Marie-José Pérec, athlète française.
  - Hardy Krüger Jr., acteur allemand.
  - Nataša Pirc Musar, avocate et journaliste slovène.
- 10 mai : 
  - Eva Baronsky, écrivaine allemande.
- 13 mai : Bruno Tuchszer, comédien français.
- 14 mai : Alain Bouzigues, acteur français.
- 20 mai : Pierre Tessier, acteur français.
- 21 mai : 
  - Fatimata Niambali, femme politique malienne.
  - Davide Tizzano, rameur d'aviron italien, double champion olympique.
- 23 mai : Philippe Verdier, journaliste français.
- 26 mai : 
  - Kako Nubukpo, homme politique et économiste togolais.
  - Frederik de Danemark, roi du Danemark.
- 28 mai : Kylie Minogue, chanteuse australienne.
- 30 mai : Jason Kenney, homme politique de la circonscription fédérale de Calgary-Sud-Est.
- 31 mai : Stéphane E. Roy, comédien et auteur québécois.

## Décès
- 1er mai :
  - Lorena A. Hickok, journaliste américaine
- 9 mai :
  - Luigi Corbellini, peintre italien (° 11 août 1901).
  - Marion Lorne, actrice américaine (° 12 août 1883).
- 28 mai : Kees van Dongen, peintre français d'origine hollandaise.
- 30 mai : Charles Gavan Power, homme politique fédéral provenant du Québec.